# Фиест (Софокл)
«Фиест» (др.-греч. Θυέστης) — название двух трагедий древнегреческого драматурга Софокла (V век до н. э.) на тему мифов о Пелопидах, текст которых почти полностью утрачен.
Главный герой пьес — сын Пелопа Фиест, который враждовал со своим братом Атреем из-за царской власти над Микенами и проклял его. От текста остался только набор фрагментов, причём не вполне ясно, к какой именно трагедии относится конкретный отрывок. Продолжением «Фиестов» стала трагедия «Фиест в Сикионе».
Трагедию с таким же названием написал и Еврипид (её текст тоже утрачен).